# Rue Paul-Klee
La rue Paul-Klee est une voie du 13e arrondissement de Paris, en France.

## Situation et accès
La rue Paul-Klee est une voie privée située dans le 13e arrondissement de Paris. Elle débute au 6, rue Fulton et se termine au 34, avenue Pierre-Mendès-France.

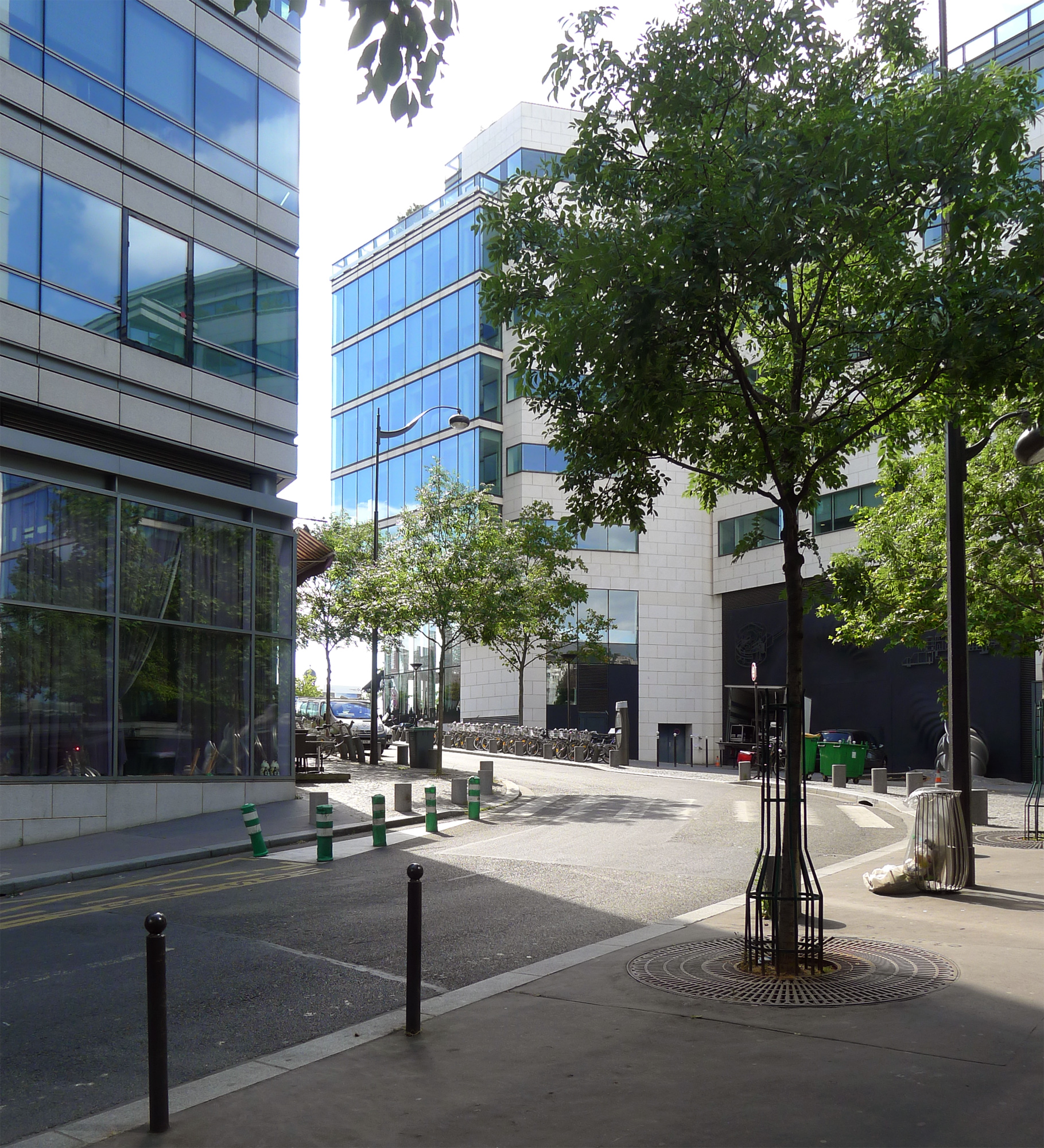
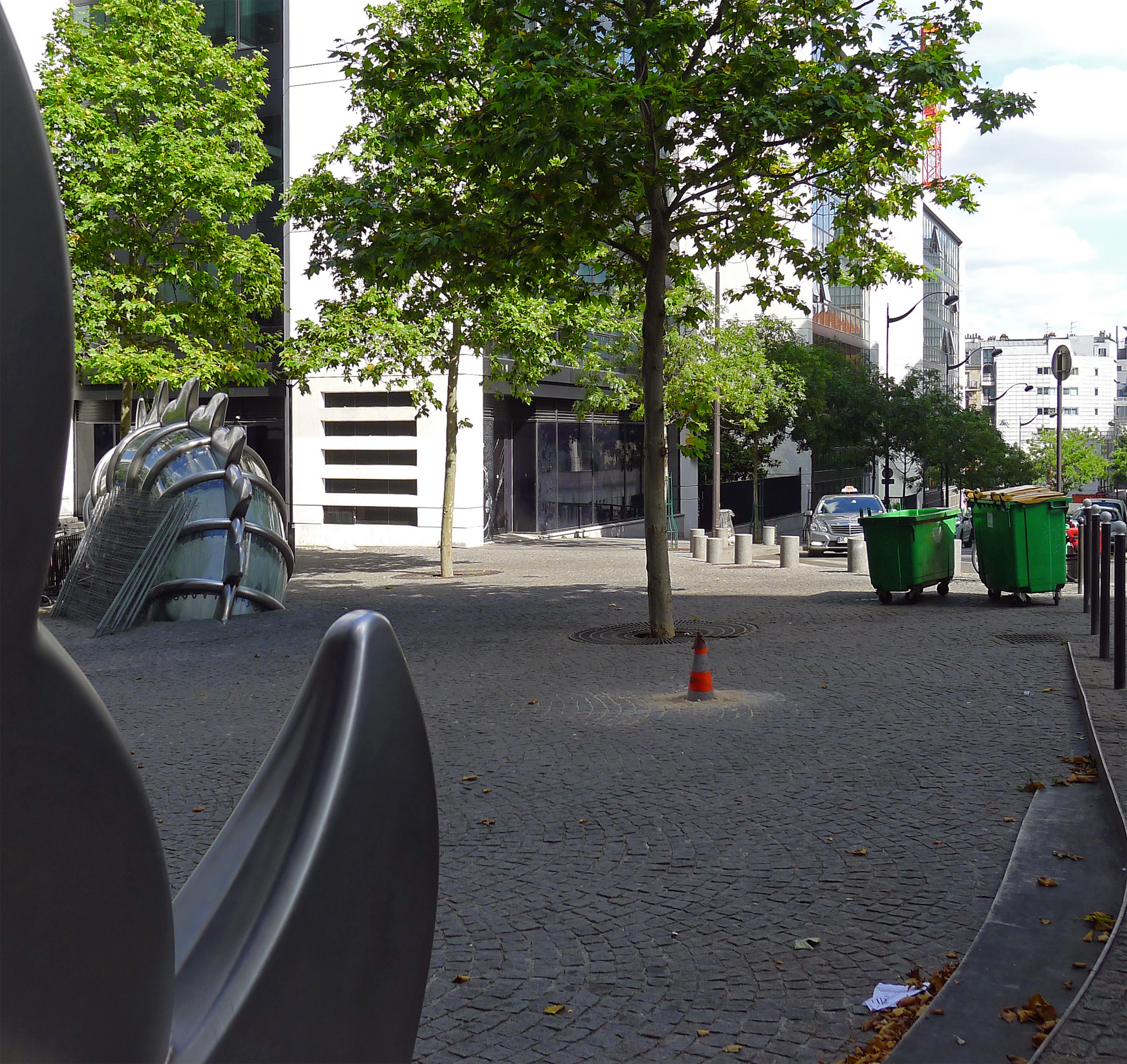

## Origine du nom
Elle porte le nom du peintre suisse Paul Klee (1879-1940).

## Historique
La voie est créée dans le cadre de l'aménagement de la ZAC Paris-Rive-Gauche sous le nom provisoire de « voie EI/13 » et prend sa dénomination actuelle le 10 mars 2003. Elle est ouverte à la circulation publique le 24 juillet 2006.

## Bâtiments remarquables et lieux de mémoire
Une œuvre de Chen Zhen, La Danse de la fontaine émergente, se trouve dans cette rue. 